# Grébault-Mesnil
Grébault-Mesnil település Franciaországban, Somme megyében. Lakosainak száma 205 fő (2022. január 1.). Grébault-Mesnil Ercourt, Huppy, Martainneville, Saint-Maxent és Tours-en-Vimeu községekkel határos.

## Népesség
A település népességének változása:
| Lakosok száma | 232  | 226  | 225  | 220  | 216  | 213  | 210  | 207  | 205  |
|               | 2013 | 2015 | 2016 | 2017 | 2018 | 2019 | 2020 | 2021 | 2022 |